# 渭南文廟
渭南文廟（いなんかんようぶんびょう）は、中華人民共和国陝西省渭南市臨渭区に位置する孔子廟。

## 歴史
渭南文廟は唐代に建立された。
明の嘉靖34年12月12日（1556年1月23日）に華県地震で倒壊し、その後に再建。万暦年間及び崇禎3年（1630年）、清の康熙初年と乾隆42年（1777年）に相次いで文廟を修復した。

## 建築物
大成殿